# Rolf Lautenbacher
Rolf Lautenbacher (Karlsruhe, 1966) is een professioneel Duits triatleet uit Bad Schönborn. Hij is gespecialiseerd in de lange afstand. 
Lautenbacher neemt deel aan triatlons sinds 1989. In 1995 is hij professioneel triatleet geworden. In datzelfde jaar veroverde hij een bronzen medaille op het EK triatlon op de lange afstand. Met een tijd van 8:09.48 eindigde hij achter zijn landgenoot Matthias Klumpp (goud; 8:06.05) en de Belg Dirk van Gossum (zilver; 8:09.48). Verschillende keren nam hij deel aan de Ironman Hawaï, maar behaalde hierbij geen podium plaats. Wel won in 1998 de Ironman Lanzarote met een tijd van 8:53.33.
Ook in Nederland was hij succesvol op de lange afstand. Zo stond hij tweemaal op het podium van de triatlon van Almere. In 2001 werd hij tweede en een jaar later derde. In 2005 won hij de triatlon van Stein.

## Persoonlijke records
- 10 km - 32.11
- Halve marathon - 1:11.53
- Marathon - 2:49.19

## Belangrijke prestaties

### triatlon
- 1991: 166e Ironman Europe in Roth
- 1992: 60e Ironman Europe in Roth
- 1993: 16e Ironman Europe in Roth
- 1993: 176e Ironman Hawaï
- 1994: 6e Ironman Lanzarote
- 1994: 60e overall Ironman Hawaï - 9:29.43
- 1995:  EK lange afstand in Jümme - 8:09.48
- 1996: 12e WK lange afstand in Muncie - 3:53.48
- 1996: 59e overall Ironman Hawaï - 9:16.44
- 1997: 16e WK lange afstand in Nice - 5:54.36
- 1997: 9e Ironman Europe in Roth
- 1998:  Ironman Lanzarote - 8:52.33
- 1998: 6e WK lange afstand op Sado - 5:56.34
- 1999:  Ironman Switzerland
- 1999: 5e Ironman Lanzarote
- 2001:  triatlon van Almere - 8:28.14
- 2002:  triatlon van Almere - 8:40.12
- 2003: 7e Ironman Switzerland - 8:57.30
- 2004: 372e overall Ironman Austria - 10:34.36
- 2005: 13e triatlon van Almere
- 2005:  triatlon van Stein
- 2005: 10e Ironman Switzerland
- 2005: DNF Ironman Lanzarote
- 2007: 10e Ironman 70.3 Germany